# Orthotrichum delavayi
Orthotrichum delavayi là một loài Rêu trong họ Orthotrichaceae. Loài này được (Broth. & Paris) T. Cao mô tả khoa học đầu tiên năm 1998.